# Trinity Center
Trinity Center est une census-designated place du comté de Trinity, dans l'État de Californie, aux États-Unis,. En 2020, elle compte une population de 198 habitants.